# Šosteny
Šosteny (niem. Schosten) – część hradeckiej dzielnicy Pražské Předměstí.

## Geografia i przyroda

### Położenie
Šosteny są położone na obszarze Kotliny Czeskiej, w pobliżu Farářství, drugiej ważnej części dzielnicy Pražské Předměstí. Ich współrzędne geograficzne: 50° 12' 38.726" długości geograficznej wschodniej oraz 15° 48' 45.217" szerokości geograficznej północnej (budynek Artystycznej Szkoły Podstawowej Boni Pueri).

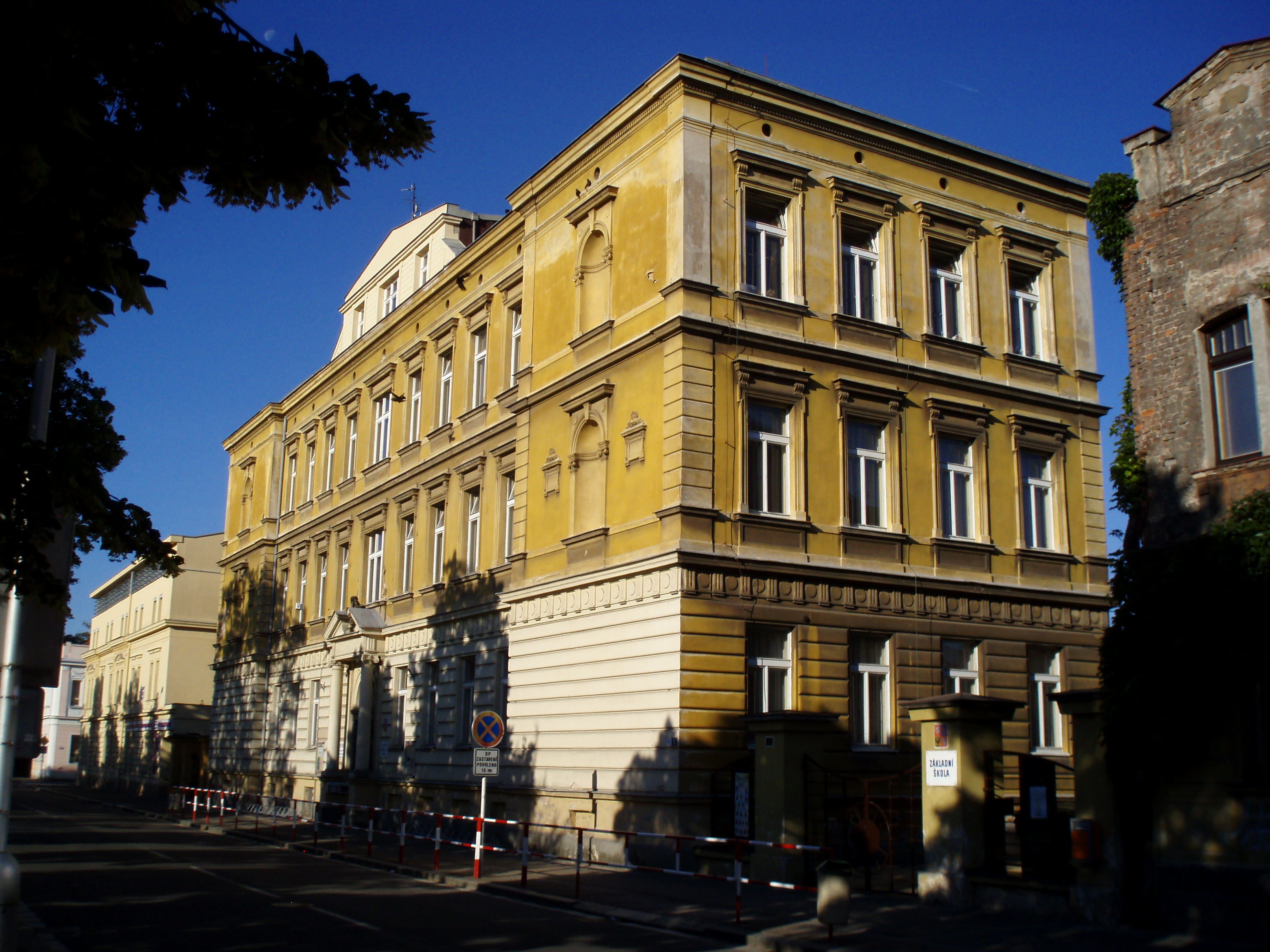
Artystyczna Szkoła Podstawowa Boni Pueri

### Hydrologia
Miejscowość leży w dorzeczu Łaby. Do początku XX w. tutaj było kilka stawów oraz ślepych ramion Łaby, ale dzisiaj w Šostenach nie ma ważniejszych cieków wodnych ani naturalnych czy sztucznych zbiorników wodnych.

### Geologia
W większości przeważają plejstoceńskie piaski i żwiry o zróżnicowanej granulacji oraz składzie mineralnym, które na wschód i na południowy wschód przykryte są przez inundacyjne osady holocenu.

### Fauna i flora
Lokalna fauna i flora składa się z typowych gatunków Europy Środkowej. Znaczną powierzchnię dziś stanowią tereny zabudowane. Zieleń reprezentowana jest obecnie tylko przez park (Sukovy sady) oraz kilka alei lip (V Lipkách) i kasztanowców (ulica Opatovická).

### Ochrona przyrody
Tutaj nie znajdują się obszary chronione.

## Demografia

### Liczba ludności

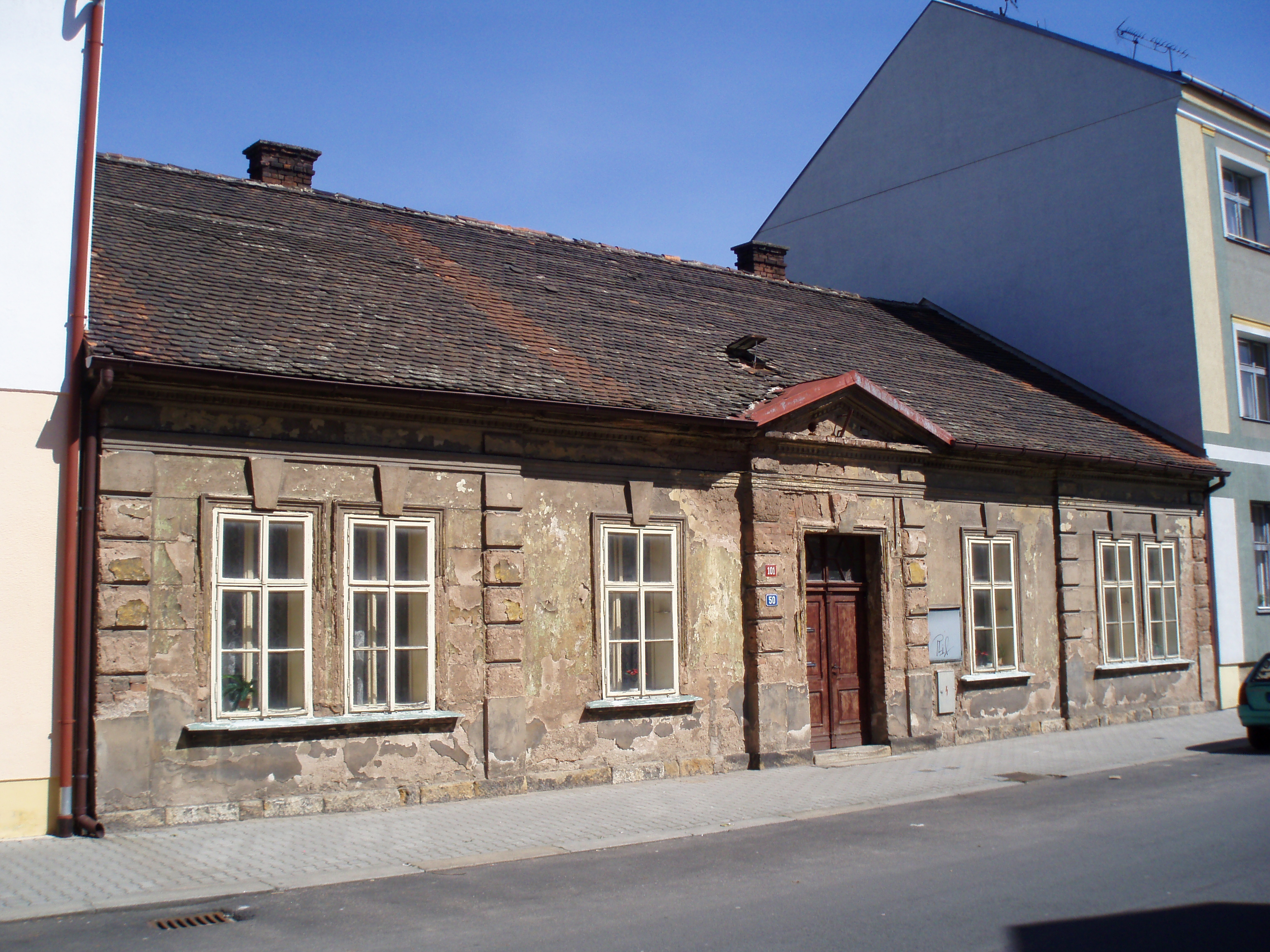
Dom nr 101 na ulicy Nerudovej

| Rok             | 1869 | 1910 |
| --------------- | ---- | ---- |
| Liczba ludności | 86   | 61   |

## Historia
Wieś była zamieszkana już w czasach prehistorycznych, o czym świadczą liczne znaleziska archeologiczne. Pierwotnie stał w tym miejscu dwór o tej samej nazwie. Początkowo należał do księcia, a następnie do króla. Kilka lat później jego okolica została zasiedlona i wkrótce rozpoczęto dzielenie tego osiedla na przednią (Přední Šosteny, domy, które należały do rodzin Česáków oraz Bieglów przy alei dzisiejszej „Lipky“) oraz tylną część (Zadní Šosteny, domy w kierunku lasu „Borovinka“ oraz młynu „Temešvár“).
Dwór i pierwotne osiedle znikły w czasie wojen husyckich. Zniknął i pobliski klasztor kobiecy św. Jerzego (dzisiaj tzw. Klášteřiště). W ciągu kolejnych lat doszło do kilku katastrof, z których najważniejszą została powódź z 24 czerwca 1591. Wyjątkowo trudnym okresem dla miejscowości był okres wojny trzydziestoletniej. Od 17 czerwca 1639 stacjonowały tutaj wojska szwedzkie, które także dziewięć miesięcy zajmowały miasto Hradec Králové. W 1642 r. doszło do licznych grabieży oraz gwałtów dokonywanych przez wojska szwedzkie. Trzy lata później spróbowały one ponownie zdobyć miasto. Podczas wojny okolica została bardzo poważnie zniszczona i wyludniona. Ale najgorsze miało dopiero nastąpić - wojny z Prusami (1756–1763) oraz budowa twierdzy hradeckiej (1766–1772 i 1776–1789), która przyniosła do całej okolicy tylko rozbiórki domów oraz ścinania drzew. Wkrótce potem zostało utworzone przedmieście Kukleny, które pochłonęło cale Przedmieście Praskie.
W 1778 r. doszło do raabizacji, czyli reformy, polegającej na zamianie roboty pańszczyźnianej na czynsz pieniężny. Majątek Dworu Šostenskiego został w 1783 r. podzielony między obywateli kuklenskie w postaci dziedzicznego wynajęcia. W 1781 r. Józef II wydał edykt o zniesieniu osobistego poddaństwa chłopów. Następnie sporządzono dokładne spisy ludności i szczegółowy kataster z zestawieniem wszystkich obciążeń chłopskich. Ówczesne Šosteny miały 10 domów. W pobliżu Dworu Šostenskiego znajdowały się pastwiska, cegielnia fortyfikacyjna, dwór naczelnika poczty hradeckiej Rösslera (dawniej zwany Uhlířovskym) oraz w kierunku Farářství pole.
W 1840 r. Šosteny zostały częścią katastru kuklenskiego. Wtedy występuje wiele konfliktów i działań prawnych dlatego, że mieszkańcy Farářství oraz Šosten za bardzo nie lubią mieszkańców Kuklen. Osobiste animozje wygrywają. Spory są o pastwiska oraz szkołę.

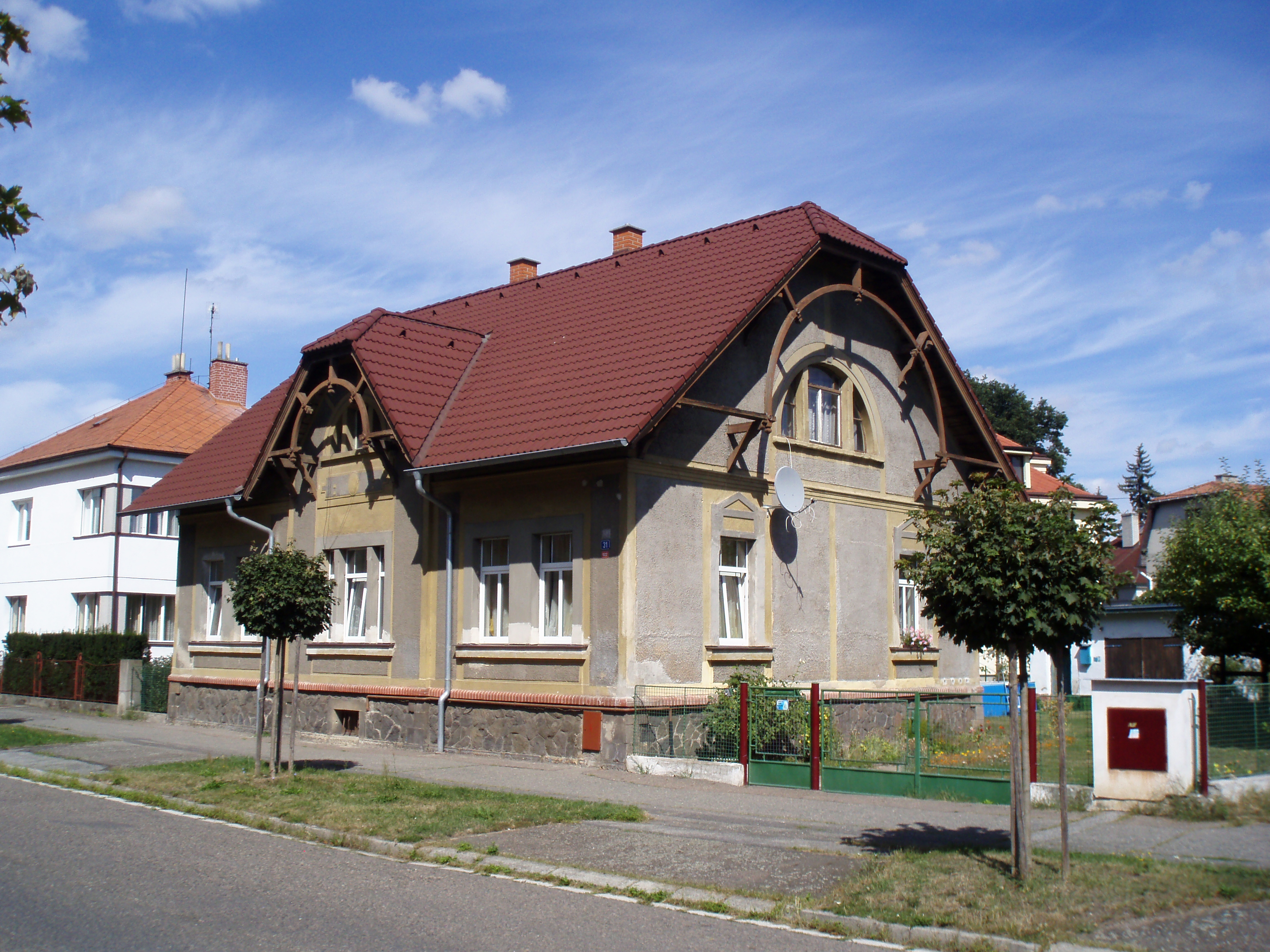
Dom nr 922 na ulicy Horovej

27 maja 1846 wielka powódź dotknęła całe Przedmieście Praskie. Trzy lata później rząd ogłosił samodzielność Przedmieścia Praskiego. Do ogłoszenia samodzielnej gminy politycznej doszło 15 stycznia 1850, ale jej mieszkańcy w końcu zdecydowali się na połączenie z Kuklenami. Dopiero w 1889 r. doszło do oddzielenia Przedmieścia Praskiego od Kuklen. Šosteny stały się jej osadą i po połączeniu Przedmieścia Praskiego z Hradcem Králové w 1942 r., częścią tego miasta. Po 1950 r. nie są w dokumentach wspominane i dzisiaj ta nazwa jest używana tylko przez starszych mieszkańców.

## Zabytki
- Budynek szkoły z lat 1897–1898 (1906 zbudowane drugie piętro oraz nad wejściem rzeźba głowy J. A. Komenskiego z piaskowca, dziś Artystyczna Szkoła Podstawowa Boni Pueri)
- Budynek byłej restauracji „Chicago“ z 1898 r. (przybudowa jest z 1902 r.)
- Rzeźba Mistrza Jana Husa w Sadach Sukovych (odsłonięta 11.08.1914, autor František Fabiánek, 6 lipca 2003 r. został przy rzeźbie odsłonięty kamień pamiątkowy z rzeźbionym pucharem i rokiem śmierci Jana Husa)
- Rodzinny dom Karla oraz Jaroslavy Cee (ulica Seydlerova 125; architekt Karel Horák, 1935)
- Tablica upamiętniająca pojawienie się ruchu robotniczego na Przedmieściu Praskim
- Dom „U Švagerků“ (od 1902 r. siedziba ruchu robotniczego, później, od 1921 r., Komunistycznej Partii; przybudowa z końca lat 20.)
- Park „Sukovy sady“ z 1913 r. (wcześniej Fialovy sady, nazwa pochodzi od imienia byłego burmistrza Przedmieścia Praskiego V. F. Fialy)
- Pomnik pisarza Aloisa Jiráska przed Szkołą Podstawową Jiráskovo náměstí